# Anna Houry
Pour les articles homonymes, voir Houry et Houri.
Anna Houry, née Anastasie Gouhenant le 18 juin 1831 à Lyon et morte le 12 novembre 1906 dans le 12e arrondissement de Paris, est une féministe et fouriériste française.

## Biographie
Anna Houry est la fille d'Adolphe Gouhenant, peintre, qui abandonne sa famille pour partir habiter au Texas. Elle se marie au peintre belge Charles Houry, le 5 octobre 1853.
Anna Houry est membre de la Société pour l’amélioration du sort des femmes avec Stella Blandy, Hubertine Auclert, Maria Deraismes et sa sœur Anna Féresse-Deraismes. Dans ce cadre, elles co-signent, vers mars 1875, une lettre pour demander à Victor Hugo de soutenir leurs revendications féministes.
Vers la fin des années 1880, Anna Houry s'engage dans le fouriérisme avec son mari. En 1888, ils s’abonnent au nouveau journal phalanstérien La Rénovation dont ils sont fondateurs. Le couple contribue financièrement la création des statues de Charles Fourier et Victor Considerant. Pour l'inauguration de la statue de ce dernier, Anna Houry siège dans la tribune officielle aux côtés du préfet du Jura et du ministre de la guerre,.
En 1903, elle est l'une des six fouriéristes qui créent l’association loi de 1901, l’École sociétaire. Le 31 juillet de cette même année, elle écrit dans La Rénovation un article demandant l’égalité des droits entre les hommes et les femmes avec un focus particulier sur le droit de vote des femmes.